# Omer Verschoore

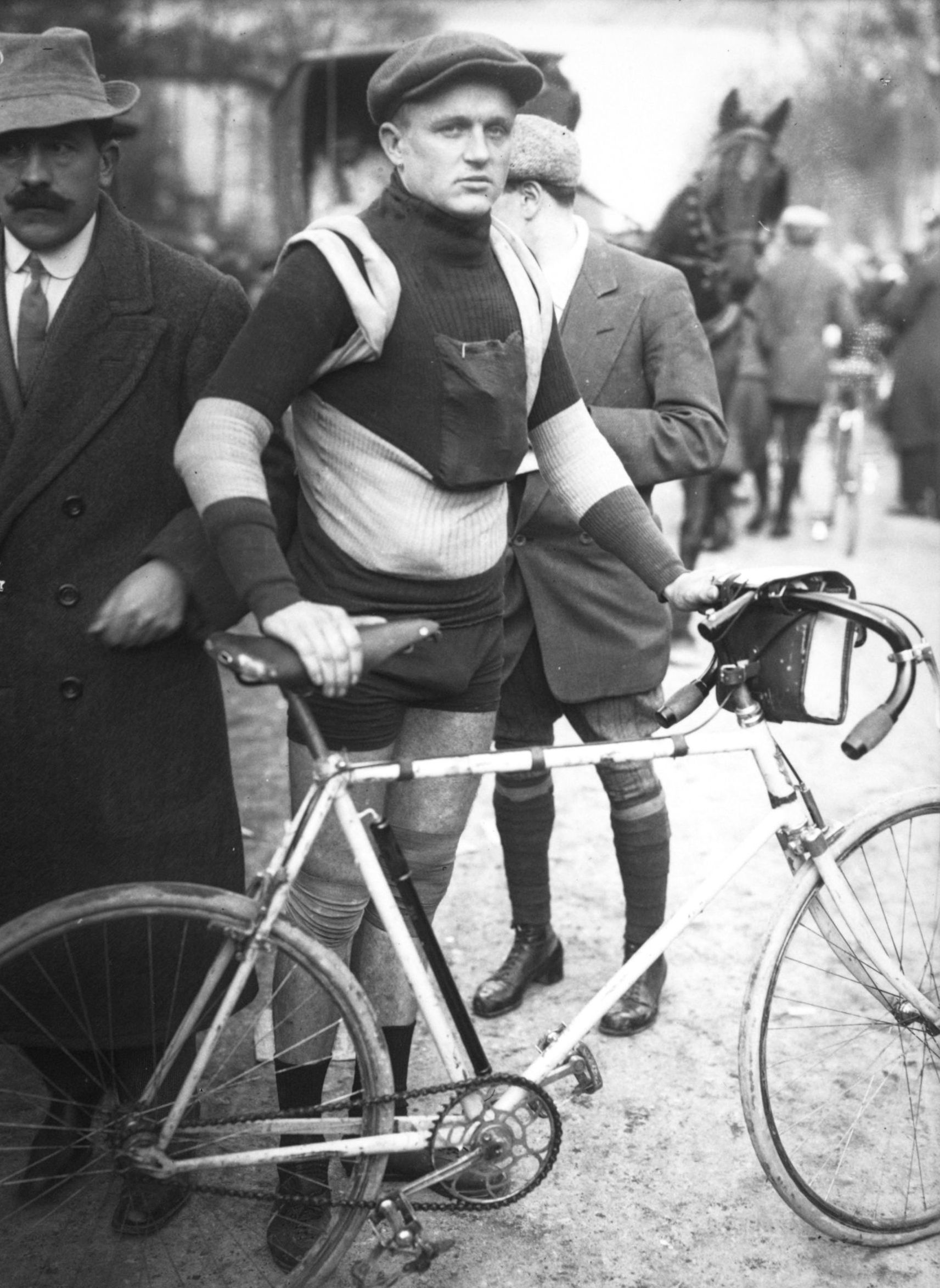
Omer Verschoore (1913)

Omer Verschoore (* 2. Dezember 1888 in Moorslede; † 27. November 1931 in Paris, 12. Arrondissement) war ein belgischer Radrennfahrer.
Omer Verschoore war von 1911 bis 1914 Berufsradsportler. In dieser Zeit konnte er zwei große Erfolge erringen: Er siegte beim Klassiker Lüttich–Bastogne–Lüttich und wurde belgischer Meister im Straßenrennen, beides im Jahr 1912. 1914 startete er bei der Tour de France, gab aber während der zehnten Etappe auf.
Die belgische Straßenmeisterschaft 1912 wurde nach einem neuen Modus ausgetragen: Die Fahrer mussten mehrere Rennen absolvieren, für die Punkte vergeben wurden. Die Rennen waren Lüttich-Bastogne-Lüttich (1.), Lüttich-Charleroi (3.), Paris–Brüssel (8.), Der Stern von Charleroi (1.) sowie die Belgien-Rundfahrt (6.). Es stellte sich heraus, dass dieses System wenig attraktiv für die Zuschauer war, und im Jahr darauf kehrte man zum Modus eines Eintagesrennen zurück. Erst 1923 wurde das Punktesystem erneut für zwei Jahre eingeführt.
Omer Verschoore war eins von 15 Kindern; seine Eltern führten in Moorslede das Café „Het Brouwershof“. Bei Ausbruch des Ersten Weltkriegs meldete er sich freiwillig gemeinsam mit einigen seiner Brüder zum Militär; sein Bruder Maurice fiel. Im Krieg lernte Verschoore eine Französin kennen, die er heiratete und mit der er nach Paris zog. Dort starb er 1931 einen tragischen Unfalltod: Während der Pariser Kolonialausstellung in Vincennes wurde er von einem Traktor an eine Mauer gedrückt.